# Diplacina phoebe
Diplacina phoebe – gatunek ważki z rodziny ważkowatych (Libellulidae).